# Cray XK7
El XK7 es una plataforma de supercomputadora producida por Cray, lanzada el 29 de octubre de 2012. El XK7 es la segunda plataforma de Cray en usar una combinación de unidades centrales de procesamiento ("CPUs") y unidades de procesamiento gráfico ("GPUs"); esta arquitectura híbrida requiere un encare diferente en la programación con respecto a las supercomputadoras que solo usan CPU. Los laboratorios que usan máquinas XK7 realizan talleres de capacitación para entrenar a los programadores en los nuevos lenguajes de programación necesarios para el XK7. La plataforma es usada en el Titan, la supercomputadora más rápida del mundo en noviembre de 2012, según la organización TOP500. Otros clientes incluyen Centro Nacional Suizo de Supercomputación, el cual tiene una máquina con 272 nodos, y Blue Waters, que posee una máquina con nodos XE6 y XK7 con lo que alcanza un rendimiento de aproximadamente 1 petaFLOPS (1015 operaciones de coma flotante por segundo).

## Descripción
El XK7 es escalable hasta 500 gabinetes, cada uno conteniendo 24 blades; cada blade contiene 4 nodos (1 CPU y 1 GPU por nodo). Las CPU disponibles son Opteron serie 6200 Interlagos, de 16 núcleos, y las GPU son Nvidia Tesla serie K20 Kepler. Cada CPU puede ir emparejada con 16 o 32 GB de memoria Error-correcting code (ECC) mientras que las GPU tienen 5 o 6 GB de memoria ECC, dependiendo del modelo de GPU usada. Los nodos se comunican entre sí mediante el Gemini Interconnect; cada CI Gemini trabaja con 2 nodos con una capacidad de 160 GB/s. Dependiendo de los componentes usados, un gabinete completo puede consumir entre 45 y 54,1 kW de electricidad, la cual se convierte en calor, por lo que los gabinetes deben ser enfriado, tanto por medio de agua o por aire.
Las máquinas basadas en XK7 corren con el sistema operativo Cray Linux Environment, el cual incorpora SUSE Linux Enterprise Server. El código para una máquina XK7 puede ser escrito en varios lenguajes de programación. La arquitectura híbrida requiere una programación diferente a la usada en supercomputadoras convencional que solo usan CPU; Oak Ridge National Laboratory y el Centro Nacional Suizo de Supercomputación mantienen talleres de capacitación para educar a los investigadores en el nuevo enfoque de programación.

## Uso
La plataforma XK7 fue anunciada el 29 de october de 2012 para coincidir con la finalización del Titan en el Oak Ridge National Laboratory (ORNL). Titan tiene 18.688 nodos XK7, cada uno conteniendo una CPU Opteron 6274 con 32 GB de memoria y una GPU K20X con 6 GB. La computadora tiene un capacidad máxima teórica de 27,1 petaFLOPS pero en el benchmark LINPACK usado por la organización TOP500 se obtuvo una velocidad de 17,59 petaFLOPS, suficiente para alcanzar el primer lugar en la lista de noviembre de 2012 list. Titan consume 8,2 MW de electricidad y es tercero en la lista de Green500, la cual clasifica a las supercomputadoras por su eficiencia energética.
El National Center for Supercomputing Applications (NCSA) en Illinois tiene una máquina, Blue Waters, usando una combinación de nodos Cray XE6 y XK7. La máquina tiene 3.072 nodos XK7 y 22.752 nodos XE6. Cada nodo XE6 tiene dos Opteron 6276 y 32 GB de memoria por CPU. Los nodos XK7 tienen CPU Opteron 6276 con 32 GB de memoria y un GPU K20X con 6 GB. Blue Waters alcanzó más de 1 petaFLOPS en el benchmarks, sin embargo los administradores del proyecto no creen en la relevancia del benchmark LINPACK usado por la organización TOP500, por lo que no se enviaron los resultados para la clasificación.
La computadora del Centro Nacional Suizo de Supercomputación, llamada Todi, fue actualizada a XK7 el 22 de octubre de 2012. Todi tiene 272 nodos con CPU Opteron 6272 con 32 GB de memoria y GPU K20X con 6 GB. Todi tiene una velocidad pico teórica de 393 teraFLOPS y alcanzó 274 teraFLOPS, ocupando el puesto 91 de la lista de noviembre de TOP500. Todi consume 122 kW y ocupa el cuarto puesto, uno por debajo de Titan, en la lista Green500 de noviembre de 2012.